# نووالیس
گئورگ فیلیپ فریدرش فون هاردنبرگ (آلمانی: Georg Philipp Friedrich Freiherr von Hardenberg) با نام مستعار نووالیس (آلمانی: Novalis؛ زاده ۲ مهٔ ۱۷۷۲ – درگذشته ۲۵ مارس ۱۸۰۱) یک شاعر، فیلسوف، و مهندس عمران اهل آلمان بود.

## اندیشه‌ها
نووالیس در کنار کسانی همچون فریدریش ویلهلم یوزف شلینگ و برادران شلگل (فریدریش و آوگوست) و شلایرماخر، از اعضای اصلی حلقه‌های ادبی جنبش رمانتیسم اولیه آلمان بود.
در بهار ۱۷۹۹ شلایرماخر و فریدریش شلگل و نووالیس در پی مذهبی جدید یا لااقل بازگشتن به ریشه‌های هرگونه مذهب سخن می‌گفتند و در جستجوی انجیلی جدید بودند که منجر به بت‌پرستی و غرور و خرافه‌های گذشته نشود؛ و کلیسایی که یگانه بنیادش خویشاوندی روح باشد نه اجبار دولت.